# Лебедев, Николай Иосифович
Николай Иосифович (Осипович) Лебедев (19 апреля [1 мая] 1863 или 1863, Екатеринослав — 14 ноября 1931, Днепропетровск) — русский и советский учёный-горный инженер и геолог, профессор, Заслуженный деятель науки и техники Украинской ССР(1924).

## Биография
Родился 19 апреля (1 мая) 1863 года в городе Екатеринославе.
В 1888 году окончил Санкт-Петербургский горный институт.
Работал в Геологическом комитете. В 1889—1890 годах принимал участие в Тиманской экспедиции Геолкома.
С 1897 году работал в Кавказском Горном управлении.
С 1901 года преподавал в «Екатеринославском высшем горном училище», в 1908 года был его директором.
В 1912 году, после преобразования училища в «Екатеринославский горный институт Императора Петра Великого» стал его первым ректором; заведовал кафедрой исторической геологии и палеонтологии (1901—1931). Возглавлял горный институт до 1924 года (с перерывом в 1919—1921 годах).
Организатор научно-исследовательского института геологии в Днепропетровске в 1929 году.
Скончался 14 ноября 1931 года в Днепропетровске.

## Вклад в науку
Астор очерков по кавказским нефтяным месторождениям Гурии, Кер-Гез, Карасу, Шор-Буджаг, Нафталан, Солахой и других (1898, 1899, 1901, 1902).
Автор монографии о девонских кораллах России (1902).
Подробно описал геологические обнажения в серии публикаций «Материалы для геологии Донецкого каменноугольного бассейна» (1911—1916).
Основатель научной школы стратиграфии Донбасса.

## Награды, премии и звания
- 1924 — Заслуженный деятель науки и техники Украины.
- 1927 — почетный член Института геологических наук АН Украинской ССР.